# Wallace Fard Muhammad
Wallace Fard Muhammad (c. 1893 - 1934 ?) foi um líder religioso estadunidense e fundador da organização islâmica afro-americana Nação do Islã .
Desapareceu em 1934, e, desde então, não houve informação sobre seu paradeiro .